# Stara Wieś (rejon brzeski)
Stara Wieś (biał. Старое Сяло, ros. Старое Село) – wieś w obwodzie brzeskim, w rejonie brzeskim, w składzie sielsowietu motykalskiego Białorusi, położona na północ od Brześcia i przez wieś Bobrowce oraz rzekę Leśną granicząca z miastem.
W latach 1921–1939 wieś należała do gminy Motykały w granicach II Rzeczypospolitej, w woj. poleskim, w pow. brzeskim.